# Andělka a Čertovka
Andělka a Čertovka je přírodní památka poblíž Šlapanic u Brna v okrese Brno-venkov. Datum vyhlášení je 22. prosince 1984. Památka se nachází na pravém svahu údolí Říčky v lokalitě Puštor ve Šlapanické pahorkatině. Důvodem ochrany jsou teplomilná společenstva dřevin a chráněné květeny na dvou skalních útvarech: Andělce a Čertovce. Nově byla vyhlášena Nařízením Jihomoravského kraje s účinností od 1. března 2019.

## Geologie
Podloží tvoří račické slepence myslejovického souvrství (kulm). Nad nimi jsou neogenní jíly a spraše.

## Flóra
Ve stromovém patru jsou zastoupeny habr obecný (Carpinus betulus), dub zimní (Quercus petraea), dub letní (Quercus robur), javor babyka (Acer campestre), javor klen (Acer pseudoplatanus), javor mléč (Acer platanoides), jasan ztepilý (Fraxinus excelsior), jilm habrolistý (Ulmus minor), jeřáb břek (Sorbus torminalis), olše lepkavá (Alnus glutinosa), vrba bílá (Salix alba). V keřovém brslen evropský (Euonymus europaeus), hloh obecný (Crataegus laevigata), řešetlák počistivý (Rhamnus cathartica), dřín jarní (Cornus mas), tis červený  (Taxus baccata). Z rostlin pak česnek žlutý (Allium flavum), čestec klasnatý (Veronica spicata), hvozdík Pontederův (Dianthus pontederae), chrpa chlumní (Centaurea triumfettii), kakost krvavý (Geranium sanguineum), lomikámen trojprstý (Saxifraga tridactylites), silenka ušnice (Silene otites), zlatovlásek obecný (Aster linosyris) a další.

## Fauna
Zástupci hmyzu jsou např. nesytka bodalková (Synanthedon stomoxiformis), ostruháček trnkový (Satyrium spini), otakárek ovocný (Iphiclides podalirius), mezi obratlovci ještěrka obecná (Lacerta agilis Linnaeus), konipas horský (Motacilla cinerea), lejsek šedý (Muscicapa striata), slepýš křehký (Anguis fragilis), žluva hajní (Oriolus oriolus).